# Stolperstein von Kleinblittersdorf
Der Stolperstein von Kleinblittersdorf ist Herman Alexander gewidmet. Er wurde vom Künstler Gunter Demnig im Rahmen des Projekts Stolpersteine geschaffen und wurde in Kleinblittersdorf verlegt, einer Gemeinde in Saarland. Stolpersteine erinnern an das Schicksal der Menschen, die von den Nationalsozialisten ermordet, deportiert, vertrieben oder in den Suizid getrieben wurden. Sie liegen im Regelfall vor dem letzten selbstgewählten Wohnsitz des Opfers.
Die Verlegung erfolgte am 9. April 2011.

## Stolperstein
| Stolperstein | Inschrift                                                                           | Verlegeort                         | Name, Leben |
| --- | ----------------------------------------------------------------------------------- | ---------------------------------- | --- |
| Bild gesucht Der Benutzer GeorgDerReisende ( Diskussion ) wünscht sich an dieser Stelle ein Bild vom Ort mit diesen Koordinaten 49.120749 7.048785 . Motiv: Am Denkmal 3: der Stolperstein für Hermann Alexander, die Lage und das Haus Falls du dabei helfen möchtest, erklärt die Anleitung , wie das geht. BW | HIER WOHNTE HERMANN ALEXANDER JG. 1905 DEPORTIERT 1942 AUSCHWITZ ERMORDET 4.12.1942 | Am Denkmal 3, Rilchingen-Hanweiler | Hermann Alexander wurde am 26. Januar 1905 in Saarlouis geboren. Seine Eltern waren der Kaufmann Simon Eisak Alexander und Herta, geborene Goldschmidt. Alexander wurde ebenfalls Kaufmann und arbeitete in der Löffelfabrik Dockes in Saargemünd. Im Jahr 1933 heiratete er die aus Otterthal stammende Josefine Maria Jaeger (geboren 1909). Sie kam aus einer katholischen Familie. Das Paar bekam drei Kinder, auch sie wurden katholisch getauft. Während der Reichspogromnacht 1938 wurde Hermann Alexander verhaftet und für sieben Monate, bis Juni 1939, im KZ Dachau inhaftiert. Auf Grund des Krieges wurde die Familie Alexander im September 1939 nach Roßlau evakuiert, die Tochter Lieselotte kam erst im Winter 1940/41 ebenfalls nach Roßlau, sie hatte während der Evakuierung der Eltern ihre Ferien bei Großeltern im Elsass verbracht. In Roßlau wurde auch das dritte Kind der Familie im März 1942 geboren. Im selben Jahr wurde Hermann Alexander „Wegen nicht genügender Zurückhaltung im Verkehr mit Ariern.“ von der Magdeburger Staatspolizei in „Schutzhaft“ genommen. Am 1. August 1942 wurde er in das KZ Buchenwald deportiert und von dort wenige Wochen später, am 17. Oktober, in das Vernichtungslager Auschwitz überstellt. Hermann Alexander wurde dort am 4. Dezember 1942 ermordet. Seine Familie überlebte den Krieg, blieb aber in Frankreich, in Saverne. |

## Verlegung
Die Initiative ging vom Heimatforscher Franz-Ludwig Strauss aus. Die Verlegung wurde von Gunter Demnig persönlich durchgeführt. Anwesend waren Verwandte von Hermann Alexander.
Es soll 2006 bereits ein Stolperstein verlegt worden sein, doch konnte dieser nicht verifiziert werden.